# Massarina cystophorae
Massarina cystophorae är en svampart som först beskrevs av Cribb & J.W. Herb., och fick sitt nu gällande namn av Kohlm. & E. Kohlm. 1979. Massarina cystophorae ingår i släktet Massarina och familjen Massarinaceae.   Inga underarter finns listade i Catalogue of Life.